# IC 4286
IC 4286 — галактика типу S?     R () у сузір'ї Гідра.
Цей об'єкт міститься в оригінальній редакції індексного каталогу.